# El Gorrión
El Gorrión är en ort i Mexiko.   Den ligger i kommunen Ajacuba och delstaten Hidalgo, i den sydöstra delen av landet, 80 km norr om huvudstaden Mexico City. El Gorrión ligger 2 114 meter över havet och antalet invånare är 214.
Terrängen runt El Gorrión är huvudsakligen kuperad, men västerut är den platt. Runt El Gorrión är det ganska tätbefolkat, med 72 invånare per kvadratkilometer. Närmaste större samhälle är San Salvador, 18,8 km norr om El Gorrión. I omgivningarna runt El Gorrión växer huvudsakligen savannskog.